# Jacobiho matice a determinant
Jacobiho matice je matice parciálních derivací vektorové funkce. Pokud je tato matice čtvercová, nazýváme její determinant Jacobiho determinant (také jacobián). Tento determinant je rozsáhle využíván ve výpočtech vícerozměrných integrálů.
Oba pojmy získaly své jméno od slavného matematika Carla Gustava Jacoba Jacobiho.

## Definice
Nechť
{\displaystyle {\vec {f}}:R^{n}\rightarrow R^{m}}
, Jacobiho maticí {\displaystyle J} nazveme matici {\displaystyle m\times n} následujícího tvaru:
{\displaystyle J={\begin{pmatrix}{\frac {\partial f_{1}}{\partial x_{1}}}&{\frac {\partial f_{1}}{\partial x_{2}}}&\cdots &{\frac {\partial f_{1}}{\partial x_{n}}}\\{\frac {\partial f_{2}}{\partial x_{1}}}&{\frac {\partial f_{2}}{\partial x_{2}}}&\cdots &{\frac {\partial f_{2}}{\partial x_{n}}}\\\vdots &\vdots &\ddots &\vdots \\{\frac {\partial f_{m}}{\partial x_{1}}}&{\frac {\partial f_{m}}{\partial x_{2}}}&\cdots &{\frac {\partial f_{m}}{\partial x_{n}}}\end{pmatrix}}}.
Pokud {\displaystyle m=n}, je Jacobiho matice čtvercová a její determinant se nazývá Jacobiho determinant funkce
{\displaystyle {\vec {f}}}
.

## Vlastnosti
Pokud je funkce
{\displaystyle {\vec {f}}}
v bodě
{\displaystyle {\vec {x}}\in R^{n}} diferencovatelná, pak Jacobiho matice definuje lineární zobrazení {\displaystyle L:R^{n}\rightarrow R^{n}}, které je nejlepší lineární aproximací funkce {\displaystyle {\vec {f}}} v blízkosti bodu {\displaystyle {\vec {x}}}. Toto lineární zobrazení je zobecnění derivace a nazývá se derivace nebo diferenciál funkce {\displaystyle {\vec {f}}} v bodě {\displaystyle {\vec {x}}}.
Jacobiho matice je zobecnění gradientu (a pro {\displaystyle N=1} je rovna gradientu). Jacobiho matice vlastně vyjadřuje míru změny v daném místě.
Důležité informace o chování funkce nese také Jacobiho determinant. Konkrétně, funkce {\displaystyle {\vec {f}}} má v okolí bodu {\displaystyle {\vec {x}}} diferencovatelnou inverzní funkci právě tehdy, pokud je Jacobiho determinant v bodě {\displaystyle {\vec {x}}} nenulový. S tímto také souvisí dosud nedokázaná Jacobiho domněnka.

### Aplikace
Jacobiho matice se používá k lineárním aproximacím. Její vlastní čísla a vlastní vektory také určují chování určitých dynamických systémů.
Jacobián je užitečný při substituci ve výpočtech vícerozměrných integrálů.

## Příklady

### Příklad 1
Mějme funkci {\displaystyle {\vec {f}}:R^{2}\rightarrow R^{2}} určenou vztahem
{\displaystyle {\vec {f}}(x,y)={\begin{pmatrix}x^{2}y\\5x+\sin y\end{pmatrix}}}.
Potom platí
{\displaystyle f_{1}(x,y)=x^{2}y}
a
{\displaystyle f_{2}(x,y)=5x+\sin y}.
Jacobiho matice je tedy
{\displaystyle J_{\vec {f}}(x,y)={\begin{pmatrix}{\dfrac {\partial f_{1}}{\partial x}}&{\dfrac {\partial f_{1}}{\partial y}}\\[1em]{\dfrac {\partial f_{2}}{\partial x}}&{\dfrac {\partial f_{2}}{\partial y}}\end{pmatrix}}={\begin{pmatrix}2xy&x^{2}\\5&\cos y\end{pmatrix}}}
a Jacobiho determinant se rovná
{\displaystyle \det(J_{\vec {f}}(x,y))=2xy\cos y-5x^{2}.}

### Příklad 2
Pokusme se nyní vypočítat Jacobián polárních souřadnic. Ty jsou zavedené následujícími vztahy:
{\displaystyle x=\varrho \cos \varphi }
{\displaystyle y=\varrho \sin \varphi }, kde {\displaystyle \varrho \in R^{+}} a {\displaystyle \varphi \in (0,2\pi )}.
Platí tedy:
{\displaystyle \det(J_{(\varrho ,\varphi )}(x,y))=}
{\displaystyle {\begin{vmatrix}{\frac {\partial x}{\partial \varrho }}&{\frac {\partial x}{\partial \varphi }}\\{\frac {\partial y}{\partial \varrho }}&{\frac {\partial y}{\partial \varphi }}\end{vmatrix}}}
{\displaystyle =}
{\displaystyle {\begin{vmatrix}\cos \varphi &-\varrho \sin \varphi \\\sin \varphi &\varrho \cos \varphi \end{vmatrix}}}
{\displaystyle =\varrho }.